# هنري لوك وايت
هنري لوك وايت (9 مايو 1860 - 30 يونيو 1927)، كان راعيًا ثريًا، وجامعًا متحمسًا للطوابع، وجامعًا للكتب، وعالم طيور هاوٍ، وعالم أسماك في سكاون، نيو ساوث ويلز، أستراليا.

## حياته ونشأته
وُلِد في 9 مايو 1860، وهو الابن الثالث للراعي فرانسيس وايت وزوجته ماري هانا (ني كوب). التحق أولاً بمنزل كالدر في ريدفيرن عام 1875، والتحق بمدرسة جولبورن في جاروريجانج. في عام 1884، أصبح مساحًا مؤهلًا، وفي عام 1885 أصبح مديرًا لشركة بيلتريز بالقرب من سكاون، والتي كان يملكها مع إخوته الأصغر ويليام، وآرثر، وفيكتور. كان شقيقه الأكبر جيمس أيضًا راعيًا، وخدم لاحقًا في المجلس التشريعي لنيو ساوث ويلز. تزوج جيمس من إميلين إليزا إيبسورث عام 1882، وفي اتحاد عائلي، تزوج هنري من شقيقة إميلين، لويزا مود، في 14 أبريل 1887. تزوج شقيقه آرثر من أخته الثالثة، ميليسنت، عام 1893. كان لدى بيلتريز 96,000 خروف ميرينو و10,000 خروف مهجن، وكان جزّ صوفها يستغرق خمسة أشهر سنويًا. في عام 1902، بدأوا باستخدام آلات جزّ صوف الأغنام من وولسلي. كما اشتهرت المنطقة بأبقار دورهام شورثورن وأنجوس. في عام 1906، عُيّن مستشارًا مؤقتًا لمقاطعة وولوما (التي أُعيدت تسميتها إلى أبر هانتر عام 1917)، وشغل منصب رئيس المقاطعة حتى عام 1927، ولم يتغيب سوى عن اجتماعين للمجلس خلال تلك السنوات العشرين. ورث الأخوان بعضًا من أفراس التربية الشهيرة من عمهما جيمس وايت، حيث فازا بسباق ديربي إيه جيه سي عام 1896 مع الحصان تشارج، وسباق دونكاستر عام 1900 مع الحصان بارابيه.

## هواية جمع الطوابع
كان وايت هاوي طوابع مشهورًا، حيث اشترى مجموعة طوابع من كوينزلاند من إدوارد فان وينين في عام 1897. في عام 1917، تبرع بمجموعتهِ من الطوابع من نيو ساوث ويلز، والتي قُدرت قيمتها آنذاك بحوالي 15000 جنيه إسترليني، إلى مكتبة ميتشل. ثم تبرع بمجموعتهِ من الطوابع من غرب أستراليا وكوينزلاند وتسمانيا. ادرج اسمهُ في رابطة هواة جمع الطوابع المتميزين في عام 1922.